# Torre Hamrija
La Torre riamrija (en maltés: Torri tal-Ħamrija), originalmente conocida como Torre della Pietra Nigra (en maltés: Torri tal-Ħaġra s-Sewda) y también conocida localmente como Torri ta 'Rsejjen, es una pequeña torre de vigilancia en Qrendi, Malta. Se completó en 1659 como la duodécima de las torres de Redín. La torre fue restaurada por el Patrimonio de Malta y ahora está en buenas condiciones. 

## Historia

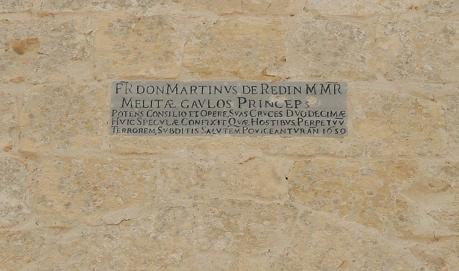
Placa en la torre Hamrija

La torre de Hamrija fue construida en 1659 en un acantilado en la costa suroeste de Malta, en el sitio de un puesto de vigilancia medieval. Se encuentra entre Ghar Lapsi, que forma parte de Siġġiewi, y Wied iż-Żurrieq, que forma parte de Qrendi. Tiene excelentes vistas de la isla de Filfla. La torre se encuentra a unos cientos de metros de dos sitios del templo neolítico, Mnajdra y Haġar Qim, aunque estos aún no se habían descubierto cuando se construyó. 
La estructura de la torre es similar a las otras torres de Redin, con una base cuadrada con dos pisos. La entrada está en el piso superior, al que se puede llegar por una escalera retráctil. 
La torre más cercana en la cadena es la Torre Sciutu al sureste. Toweramrija Tower es la última torre en la costa suroeste, por lo que no tiene otras torres en su línea de visión. Originalmente estaba armado con una pistola de 3 libras y una pistola de ½ libra, que se usaban principalmente para señalar a las otras torres.

## Actualmente
La torre fue restaurada recientemente y parcialmente reconstruida después de que partes de sus revestimientos externos colapsaron. Estas obras implicaron la reconstrucción de la escalera de caracol, junto con el eje y el parapeto. Ahora forma parte del Parque Arqueológico de Ħaġar Qim y Mnajdra, que incluye los templos, la torre, un monumento a Sir Walter Norris Congreve, un centro de visitantes y el área circundante.